# Liste der Naturdenkmale in Beuren (bei Nürtingen)
| Naturdenkmale | Anzahl |
| ------------- | ------ |
| FND           | 12     |
| END           | 3      |
| Gesamt        | 15     |

Die Liste der Naturdenkmale in Beuren nennt die verordneten Naturdenkmale (ND) der im baden-württembergischen Landkreis Esslingen liegenden Gemeinde Beuren. In Beuren gibt es insgesamt 15 als Naturdenkmal geschützte Objekte, davon 12 flächenhafte Naturdenkmale (FND) und 3 Einzelgebilde-Naturdenkmal (END).
Stand: 30. Oktober 2016.

## Flächenhafte Naturdenkmale (FND)
| Name                                                 | Bild | Kennung     | Einzelheiten | Position | Fläche Hektar | Datum         |
| ---------------------------------------------------- | ---- | ----------- | ------------ | -------- | ------------- | ------------- |
| Basalttuff-Steinbruch (Basaltgruben)                 |      | 81160110708 | Beuren       | ⊙        | 2,2           | 25. Aug. 1983 |
| Baumgruppe im Gewann Neue Weinberge                  |      | 81160110716 | Beuren       | ⊙        | 0,2           | 15. Juli 1997 |
| Beurener Fels                                        |      | 81160110718 | Beuren       | ⊙        | 0,3           | 3. Apr. 1995  |
| Beurener Rutsch im Gewann Beurenberg                 | BW   | 81160110711 | Beuren       | ⊙        | 2,1           | 15. Juli 1997 |
| Feuchtgebiet im Gewann Oberer Wasen                  |      | 81160110714 | Beuren       | ⊙        | 1,5           | 15. Juli 1997 |
| Fließgewässer mit Randstreifen im Gewann Preisenbach | BW   | 81160110713 | Beuren       | ⊙        | 0,6           | 15. Juli 1997 |
| Marienfels mit Wilhelmshöhle                         |      | 81160110709 | Beuren       | ⊙        | 3,0           | 25. Aug. 1983 |
| Schlupffelsen mit Höhlen                             |      | 81160110710 | Beuren       | ⊙        | 3,4           | 3. Apr. 1995  |
| Tobelweiher                                          |      | 81160110706 | Beuren       | ⊙        | 0,5           | 25. Aug. 1983 |
| Vulkanembryo Engelberg                               |      | 81160110707 | Beuren       | ⊙        | 1,5           | 25. Aug. 1983 |
| Vulkanembryo Hochbölle                               |      | 81160110704 | Beuren       | ⊙        | 1,9           | 25. Aug. 1983 |
| Vulkanembryo Spitzberg                               |      | 81160110705 | Beuren       | ⊙        | 0,7           | 25. Aug. 1983 |
| Legende für Naturdenkmal                             |      |             |              |          |               |               |

## Einzelgebilde (END)
| Name                     | Bild | Kennung     | Einzelheiten                                                                      | Position | Fläche Hektar | Datum         |
| ------------------------ | ---- | ----------- | --------------------------------------------------------------------------------- | -------- | ------------- | ------------- |
| 1 Blutbuche              |      | 81160110701 | Beuren                                                                            | ⊙        | 0,0           | 25. Aug. 1983 |
| 1 Linde (Linde im Greut) |      | 81160110703 | Beuren inzwischen vollständig gefällt Nicht mehr in der LUBW-Datenbank vorhanden. | ⊙        | 0,0           | 25. Aug. 1983 |
| 1 Linde                  |      | 81160110702 | Beuren                                                                            | ⊙        | 0,0           | 25. Aug. 1983 |
| Legende für Naturdenkmal |      |             |                                                                                   |          |               |               |